# Honrarás a los tuyos
Honrarás a los tuyos é uma telenovela mexicana, produzida pela Televisa e exibida pelo El Canal de las Estrellas entre 6 de novembro de 1979 e 18 de março de 1980.
Era uma mini telenovela semanal, exibida nas terças feiras.

## Elenco
- Irma Lozano - Toña
- Enrique Novi - Alejandro
- Gloria Marín - Beatriz
- Alicia Montoya - Vicenta
- Viridiana Alatriste - Silvia
- José Ángel Espinoza "Ferrusquilla" - Miguel
- Mónica Prado - Martha
- Alicia del Lago - Clara
- Martha Ofelia Galindo - Concha
- Ana Patricia Rojo - Sofía